# Баронеса (новела)
«Бароне́са» (фр. La Baronne) — новела французького письменника Гі де Мопассана, видана в 1887 році. Сюжет твору розповідає про підприємливу аристократку, яка заробляє на життя, знайомлячись із чоловіками у вельми вигадливий спосіб.

## Історія
Вперше новела була надрукована в газеті «Gil Blas» 17 травня 1887 року. Пізніше автор включив цей твір до збірки «На воді». Український переклад твору здійснив Іван Рильський. В його перекладі новелу опублікували у видавництві «Дніпро» двічі: у восьмитомному зібранні творів Гі де Мопассана (1969—1972) і двотомному виданні вибраних творів письменника (1990).

## Сюжет
Паризький антиквар із середовища найзаможніших показує гостям свою колекцію. Хтось питає про статуетку Христа, яка колись була виставлена в цьому домі, тоді господар розповідає про її дивовижну долю… До нього звернулася за позичкою баронеса, що не будучи у шлюбі, самотужки виховує дочку. Мати «заробляє» на життя знайомствами з аристократами, які оплачують усі її потреби і, водночас, не псують крихкого іміджу цієї маленької родини (адже дочка невдовзі буде «дівкою на видання»). Та ось у житті баронеси настав глибокий «штиль», що приніс за собою скруту. Замість грошей антиквар пропонує баронесі у тимчасове користування статуетку, яку та має продавати за нереально високою ціною в 50 000 франків. Невдовзі розкривається і сенс цієї афери: до баронеси приходить подивитися товар багатій, після чого статуетка все ще залишається в її домі, натомість сама баронеса отримує щедрого коханця. По деякім часі вона викуповує статуетку в антиквара за завищеною ціною і просить його надсилати потенційних «покупців» постійно, оскільки «мій Христос… іще продається».

## Аналіз твору
В новелі «Баронеса» Гі де Мопассан звертається до своєї улюбленої теми взаємостосунків статей, викриття лицемірства й оманливої доброчесності. Аристократка, що має не надто схвальне минуле, про яке свідчить наявність позашлюбної дитини, не переймається турботами про джерела доходу — за все мають платити чоловіки, більш того, чоловіки пристойні, адже вона не опуститься до рівня вуличної повії. Навіть за відсутності таких жінка вдається до позики замість того, щоби заощаджувати. За цим снобізмом криються звичайні лінощі, гордощі, егоїзм і продажність. Історичним ґрунтом для сюжету новели послужили паризькі звичаї XIX століття, коли у французькій столиці були надзвичайно поширені і толерувалися позашлюбні зв'язки. Існував своєрідній клас субреток, натурниць, модисток, що жили на утриманні коханців. Письменник показує, що ця соціальна хвороба не є приналежністю лише нижчих прошарків суспільства, і що вищі кола аристократії по суті нічим не відрізняються від вуличних повій. Натяком на авторську оцінку головних героїв твору виступає символічне знаряддя заробітку — це не просто якась перша-ліпша старожитність, а саме статуетка Христа… «Христа, який все ще продається» (алюзія на заклання Христа як жертовного агнця за гріхи людства).